# Myotis atra
Myotis atra é uma espécie de morcego da família Vespertilionidae.
Pode ser encontrada nos seguintes países: possivelmente Austrália, Indonésia, Papua-Nova Guiné e Filipinas.